# Liste des navires de la Garde côtière indienne
| Classe                      | Photo                     | Origine                   | service                   | Déplacement               | Nombre                    | Commentaire                                                                                               |
| Navires antipollution (3)   | Navires antipollution (3) | Navires antipollution (3) | Navires antipollution (3) | Navires antipollution (3) | Navires antipollution (3) | Navires antipollution (3)                                                                                 |
| --------------------------- | ------------------------- | ------------------------- | ------------------------- | ------------------------- | ------------------------- | --- |
| Classe Samudra              |                           | Inde                      | 2010–présent              | 3.300 tonnes              | 3                         | |
| Patrouilleurs offshore (19) |                           |                           |                           |                           |                           | |
| Classe Vikram               |                           | Inde                      | 2018–présent              | 2.140 tonnes              | 5                         | 7 navires en commande,.                                                                                   |
| Classe Samarth              |                           | Inde                      | 2015–présent              | 2.400 tonnes              | 7                         | 4 autres navires supplémentaires à livrer.                                                                |
| Classe Vishwast             |                           | Inde                      | 2010–présent              | 1.800 tonnes              | 3                         | |
| Classe Sankalp              |                           | Inde                      | 2008–présent              | 2.325 tonnes              | 2                         | Selon le site Web ICG                                                                                     |
| Classe Samar                |                           | Inde                      | 1996–présent              | 2.300 tonnes              | 4                         | |
| Patrouilleurs rapides (44)  |                           |                           |                           |                           |                           | |
| Classe Aadesh               |                           | Inde                      | 2013–présent              | 290 tonnes                | 20                        | |
| Classe Rajshree             |                           | Inde                      | 2012–présent              | 275 tons                  | 11                        | Une commande de suivi de 5 navires supplémentaires a été passée, les livraisons commençant à la mi-2019,. |
| Classe Rani Abbaka          |                           | Inde                      | 2009–présent              | 275 tonnes                | 5                         | |
| Classe Sarojini Naidu       |                           | Inde                      | 2002–présent              | 270 tons                  | 7                         | |
| Classe Priyadarshini        |                           | Inde                      | 1992–présent              | 215 tonnes                | 1                         | 6 déclassés,                                                                                              |
| Petits patrouilleurs (72)   |                           |                           |                           |                           |                           | |
| Classe Bharati              |                           | Inde                      | 2013–présent              | 107 tonnes                | 6                         | 9 autres à mettre en service                                                                              |
| Classe L&T                  |                           | Inde                      | 2012–présent              | 90 tonnes                 | 44                        | Un total de 54 sont prévus                                                                                |
| Classe ABG                  |                           | Inde                      | 2000–présent              | 90 tonnes                 | 13                        | |
| Classe AMP                  |                           | Inde United Kingdom       | 7 1993–présent            | 44 tonnes                 | 5                         | 4 déclassés et 1 loué à Mauritius.                                                                        |
| Classe Swallow              |                           | South Korea               | 1980–présent              | 32 tonnes                 | 4                         | 2 déclassés. 2 détruits.                                                                                  |
| Patrol craft (27)           |                           |                           |                           |                           |                           | |
| Classe Timblo               |                           | Inde                      | 2010–présent              | 7 tonnes                  | 10                        | |
| Classe Bristol              |                           | Inde United Kingdom       | 2004–présent              | 5 tons                    | 4                         | |
| Classe Vadyar               |                           | Inde                      | 1988–présent              | 2 tonnes                  | 8                         | |
| Classe Mandovi Marine       |                           | India                     | 1980s-présent?            | 10 tonnes                 | 5?                        | Statut inconnu                                                                                            |
| Hovercraft (18)             |                           |                           |                           |                           |                           | |
| Classe Griffon              |                           | United Kingdom 7          | 2000–présent              | 27 tonnes                 | 18                        | 6 H-181(Griffon 8000TD) and 12 H-187(Griffon 8000TD)                                                      |